# Die Wahlkämpferin
Die Wahlkämpferin (Originaltitel: Our Brand Is Crisis) ist ein Filmdrama von Regisseur David Gordon Green aus dem Jahr 2015 mit Sandra Bullock in der Hauptrolle. Die Handlung ist inspiriert von Rachel Boyntons Dokumentation Der gelenkte Präsident  über den bolivianischen Präsidentschaftswahlkampf von 2002.

## Handlung
Der bolivianische Präsidentschaftskandidat Pedro Castillo schneidet bei den Umfragen sehr schlecht ab und engagiert eine Gruppe versierter amerikanischer Wahlkampfberater unter der Leitung der zwar schwer angeschlagenen, aber immer noch genialen Strategin „Calamity Jane“ Bodine (Bullock). Jane bekam ihren Spitznamen einst durch einen Skandal, der sie tief erschüttert hat. Dass sie sich jetzt dennoch für die neue Kampagne engagieren lässt, hat allein mit ihrem Erzfeind zu tun, dem widerlichen Pat Candy (Thornton), der für den bislang aussichtsreichsten Kandidaten Victor Rivera arbeitet. Endlich bekommt Jane die Chance, Candy zu schlagen. Doch Candy kennt Janes wunde Punkte – privat und im Wahlkampf – nur zu genau, und dadurch stürzt sie in eine persönliche Krise, die durchaus mit jener Situation zu vergleichen ist, die von ihrem Team ausgenutzt wird, um die Umfragewerte der Gegenseite zu verschlechtern.

## Kritik
„Der Film schwankt ein wenig unentschieden zwischen schriller Farce und pessimistischem Thriller, launige Unterhaltung bietet er dank der beherzten Darbietungen von Sandra Bullock und Billy Bob Thornton aber dennoch.“

„‚Die Wahlkämpferin‘ schlingert zwischen zynischer Komödie und ernster Thematik. Sandra Bullock kann noch so gut sein – der aktuelle US-Wahlkampf ist besser.“

„Auf den Spuren des Dokumentarfilms ‚Der gelenkte Präsident‘ sowie wahrer Begebenheiten aus dem bolivianischen Wahlkampf 2002 bricht die Inszenierung den Stoff unterhaltsam-komisch auf eine Privatfehde herunter, vermag es aber nicht, die politischen und sozialen Hintergründe Boliviens sowie die Mechanismen des Polit-Geschäfts in den Blick zu nehmen. So steuert der Film vorhersehbar und schematisch auf ein pathetisches Ende zu.“

## Hintergrund
Die Rolle der Jane Bodine war für einen Mann geschrieben und von George Clooney anvisiert. Der hatte sich bereits 2007 mit seiner Produktionsfirma Smoke House die Rechte an der Polit-Dokumentation „Our Brand Is Crisis“ von Rachel Boynton gesichert. Die Doku dreht sich um den konservativen Präsidentschaftskandidaten Gonzalo Sánchez de Lozada, der 2002 Washingtoner Strategen nach Bolivien holte. Als blonde Jane Bodine musste Oscar-Preisträgerin Bullock einen der schlechtesten US-Kinostarts ihrer Laufbahn einstecken.